# غیاث‌اللغات
غیاث‌اللّغات، یکی از فرهنگ‌های فارسی است که نوشتن آن توسط محمد غیاث‌الدین بن جلال‌الدین رامپوری انجام شده و در سال ۱۲۴۲ به پایان رسیده‌ است.

## گزیده‌ای از مقدمه
... اما بعد، بر رای عالم‌آرای دانشمندان روشن‌ضمیر مخفی نماند که چون بعضی از احبا در تعلیم و تعلم نظم و نثر فارسی به دریافت صحت لغات و معانی آن، به تلاش کتب به هر سو می‌گردیدند؛ و با وجود به هم رسیدن یک دو کتاب به مطلب نمی‌رسیدند. ناچار از این هیچدان* استکشاف آن نموده، به‌جهت تسهل تدریس کتب مروجه استدعای کتاب کافی می‌کردند. لهذا اضعف عباد رب‌العالمین محمد غیاث الدین بن جلال‌الدین بن شرف‌الدین اصلح‌الله‌شأنَهُم و نَوَّرَ جنانَهُم ساکن بَلدهٔ مصطفی آباد، عُرِفَ رامپور، متعلق پرگنه شاه‌آباد الکهنور سرکار سهنبل مضاف صوبه دارالخلافهٔ شاه جهان‌آباد با وجود وفور علائق و کثرت افکار و ازدحام درس و تدریس طلبه و اشتغال تألیف و تصنیف بعض کتب مثل مفتاح‌الکُنوز شرح اسکندرنامه و نسخهٔ باغ و بهار و انشا و غزلیات و قصائد و غیره در عرصهٔ چهارده سال به عبارت سهل عام‌فهم، این کتاب تألیف نموده که مشتمل است بر تحقیق حلیه و معانی لغات ضروریهٔ کثیرالاستعمال عربیه و فارسیه.
ناظم الاطبا کرمانی برای تالیف کتاب فرهنگ نفیسی از این اثر بسیار بهره برده است.
* [هیچ‌دان، کسی که هیچ نمی‌داند، ادای تواضع]